# Carreira da Índia

De Carreira da India

De Carreira da Índia was de zeeroute tussen Portugal en India die begon in 1497 en eindigde met de komst van de stoomvaart en de opening van het Suezkanaal.
Deze Kaaproute was het resultaat van een de steeds verdergaande Portugese ontdekkingsreizen. Nadat de Portugezen in het verlengde van de Reconquista in 1415 het rijke Ceuta veroverden, droogde deze bron op als eindpunt van handelskaravanen uit West-Afrika. De Portugezen besloten daarop de handel zelf over te nemen. Daarbij leerden zij de winden en zeestromen te gebruiken door vanuit West-Afrika eerst naar het westen te varen, daarna naar het noorden en van daaruit terug. Met deze volta do mar waren zij in staat om terug te keren vanaf de Atlantische eilanden. Zeer belangrijk hierbij was de staatssteun door vooral Hendrik de Zeevaarder.
In de vijftiende eeuw voeren de Portugezen zo steeds verder de Afrikaanse kust af tot Bartolomeu Dias in 1488 als eerste Europeaan Kaap de Goede Hoop rondde. In 1497 begon Vasco da Gama aan zijn reis rond Afrika en bereikte het jaar daarop voor het eerst India. Dit was de eerste van een reeks Indische armada's waarmee de Portugezen een eeuw lang het monopolie behielden op de Indiavaart. Niet onbelangrijk daarbij was dat de schepen stevig genoeg waren om kanonnen te dragen en ook af te vuren zonder uit elkaar te vallen, iets wat de schepen uit de Indische Oceaan niet konden.
De route werd gaandeweg verfijnd en in 1500 uitgebreid toen tijdens de tweede Indische armada Brazilië werd ontdekt. De route varieerde met het seizoen, wat beschreven werd in verschillende zeilaanwijzingen. Duarte Pacheco Pereira schreef tussen 1505 en 1508 Esmeraldo de Situ Orbis over de Portugese ontdekkingen en de route naar India. Het boek werd angstvallig geheim gehouden. In 1514 publiceerde João de Lisboa zijn Livro de Marinharia met alle toen bekende routes.
Het monopolie eindigde toen de Compagnie van Verre in 1595 een expeditie van zwaarbewapende schepen uitrustte met Cornelis Houtman als het hoofd van de koopmannen. Toen de meeste schepen behouden terugkeerden, werden al gauw een groot aantal expedities vanuit de Republiek naar Indië gestuurd. In een tijdsbestek van zeven jaar werden twaalf compagnieën opgericht die in 1602 opgingen in een compagnie, de Vereenigde Oostindische Compagnie. De Britse Oost-Indische Compagnie bereikte India voor het eerst in 1601. Dit resulteerde in de nodige strijd met de Portugezen, die meenden op grond van het Verdrag van Tordesillas andere Europeanen uit wat zij beschouwden als hun deel van Afrika, Azië en Amerika te kunnen weren. Naar aanleiding hiervan werd de facto een Portugees-Nederlandse oorlog gevoerd als een wereldwijde uitbreiding van de Tachtigjarige Oorlog. Hoewel de Portugezen daarbij nog wel eens als winnaar uit de strijd kwamen, zoals bij de Slag bij Cape Rachardo in 1606, kwam hun positie steeds meer onder druk te staan.